# Anthurium longipes
Anthurium longipes är en kallaväxtart som beskrevs av Nicholas Edward Brown. Anthurium longipes ingår i släktet Anthurium och familjen kallaväxter. Inga underarter finns listade.